# ユナイテッド・フューチャー・オーガニゼイション
ユナイテッド・フューチャー・オーガニゼイション(United Future Organization,U.F.O.)は、日本のクラブシーンにおいてジャズを選曲するDJのパイオニア。1990年、矢部直、ラファエル・セバーグ（Raphael Sebbag）、松浦俊夫により結成された。2002年に松浦俊夫が脱退。2024年7月25日、矢部直が逝去。

## 略歴
1991年、東京のクラブにてジャズ、ファンク、ボサノヴァ等を選曲したイベント「Jazzin'」が始まる。同年にハンク・モブレーの「Recado Bossa Nova」やホレス・パーランの「Congalegre」をサンプリングしたデビュー・シングル「I Love My Baby (My Baby Loves Jazz)」が、イギリスの黒人音楽誌「Echoes Magazine」のジャズ・チャートにおいて第5位を記録。
1992年にリリースした2ndシングル「Loud Minority」は、前述のジャズ・チャートにて第1位を記録した。また、「Loud Minority」は、イギリスの音楽誌「Straight No Chaser」にてプラネット・ジャズ・アワードを受賞。のちにフォード社のCMに使用された。
1993年にジャイルス・ピーターソンが主宰するレーベル「トーキング・ラウド」と契約し、1stアルバム「United Future Organization」を世界29ヵ国でリリースした。
1994年には、アメリカの名門レーベル"Verve"と契約し、2ndアルバム「No Sound Is Too Taboo」をリリース。シングル「Stolen Moments」はジャズのアーティストが参加したオムニバス・アルバム「Red Hot+Cool」にも収録された。モントルー・ジャズ・フェスティバル、グラストンベリー・フェスティバルに出演するなど世界ツアーを敢行している。DJとしての選曲活動に留まらず、パリ・コレクションにおける山本耀司のファッションショーの選曲も手掛けた。

## ディスコグラフィ

### アルバム
- Jazzin' (1992)
- United Future Organization (1993)
- No Sound Is Too Taboo (1994)
- 3rd Perspective (1996)
- Bon Voyage (1999)
- V(five) (2002)